# Kamnica
Kamnica (etionema, lat. Aethionema), biljni rod iz porodice krstašica (Brassicaceae) raširen po južnoj Europi, Mediteranu i srednjoj Aziji. Pripada mu 71 priznata vrsta dvogodišnjeg raslinja, trajnica i polugrmova.. 
Jedini predstavnik u Hrvatskoj je kamenjarska kamnica (A. saxatile)
Rod je opisan 1812.. Rod i tribus uključeni su u novu potporodicu Aethionemoideae D.A.German, Hendriks, M.Koch, F.Lens, Lysak, C.D.Bailey, Mumm. & Al-Shehbaz, opisanu u PhytoKeys 220: 129. (2023.), subfam. nov.

## Vrste
1. Aethionema acarii Gemici & Leblebici
2. Aethionema adiyamanense Yild. & Kiliç
3. Aethionema alanyae H.Duman
4. Aethionema alidaghenicum Yild.
5. Aethionema anatolicum A.Duran & M.Öztürk
6. Aethionema annuum Yild.
7. Aethionema apetalum Yild. & Kiliç
8. Aethionema arabicum (L.) N.Busch
9. Aethionema armenum Boiss.
10. Aethionema aytachii Ertugrul & Hamzaoglu
11. Aethionema balansae Boiss.
12. Aethionema bingoelicum Yild. & Kiliç
13. Aethionema capitatum Boiss. & Balansa
14. Aethionema carlsbergii Strid & Papan.
15. Aethionema carneum (Banks & Sol.) B.Fedtsch.
16. Aethionema cephalanthum (Bornm.) Bornm.
17. Aethionema compactum (Hartvig & Strid) Yild.
18. Aethionema cordatum (Desf.) Boiss.
19. Aethionema coridifolium DC.
20. Aethionema demirizii Davis & Hedge
21. Aethionema diastrophis Bunge
22. Aethionema dincii Yild.
23. Aethionema dumanii Vural & Adigüzel
24. Aethionema dumelicum Yild.
25. Aethionema edentulum N.Busch
26. Aethionema erinaceum (Boiss.) Khosravi & Mumm.
27. Aethionema ertughrulii Yild.
28. Aethionema erzincanum Kandemir & Aytaç
29. Aethionema eunomioides (Boiss.) Bornm.
30. Aethionema fimbriatum Boiss.
31. Aethionema froedinii Rech.fil.
32. Aethionema gileadense Post
33. Aethionema grandiflorum Boiss. & Hohen.
34. Aethionema gypsicola D.Öztürk
35. Aethionema heterocarpum J.Gay; Fisch. & C. A. Mey.
36. Aethionema huber-morathii Davis & Hedge
37. Aethionema karamanicus Ertugrul & Beyazoglu
38. Aethionema kilicii Yild.
39. Aethionema kopetdaghi Lipsky
40. Aethionema lepidioides Hub.-Mor.
41. Aethionema levandovskyi Busch
42. Aethionema lycium I.A.Andersson, Carlström, Franzén, Karlén & Nybom
43. Aethionema marashicum P.H.Davis
44. Aethionema membranaceum (Desv.) DC.
45. Aethionema munzurense Davis & Yild.
46. Aethionema orbiculatum (Boiss.) Hayek
47. Aethionema ozbekii Yild.
48. Aethionema papillosum P.H.Davis
49. Aethionema polygaloides DC.
50. Aethionema retsina Phitos & Snogerup
51. Aethionema rhodopaeum D.K.Pavlova
52. Aethionema sabzevaricum Khosravi & Joharchi
53. Aethionema sancakense Yild. & Kiliç
54. Aethionema saxatile (L.) W.T.Aiton
55. Aethionema schistosum Boiss. & Kotschy
56. Aethionema semnanensis Mozaff.
57. Aethionema speciosum Boiss. & A.Huet
58. Aethionema spicatum Post
59. Aethionema spinosum (Boiss.) N.Busch
60. Aethionema stenopterum Boiss.
61. Aethionema stylosum DC.
62. Aethionema subulatum (Boiss. & Heldr.) Boiss.
63. Aethionema syriacum (Boiss.) Bornm.
64. Aethionema tenue (Boiss. & Buhse) Boiss.
65. Aethionema thesiifolium Boiss. & Heldr.
66. Aethionema thomasianum Gay
67. Aethionema turanicum Yild.
68. Aethionema turcica H.Duman & Aytaç
69. Aethionema umbellatum (Boiss.) Bornm.
70. Aethionema virgatum (Boiss.) Hedge
71. Aethionema yildirimlii Kiliç